# Industry (Texas)
Industry és una població dels Estats Units a l'estat de Texas. Segons el cens del 2000 tenia 304 habitants.

## Demografia
Segons el cens del 2000, Industry tenia 304 habitants, 119 habitatges, i 84 famílies. La densitat de població era de 112,9 habitants/km².
Dels 119 habitatges en un 32,8% hi vivien nens de menys de 18 anys, en un 56,3% hi vivien parelles casades, en un 9,2% dones solteres, i en un 29,4% no eren unitats familiars. En el 26,9% dels habitatges hi vivien persones soles el 16% de les quals corresponia a persones de 65 anys o més que vivien soles. El nombre mitjà de persones vivint en cada habitatge era de 2,55 i el nombre mitjà de persones que vivien en cada família era de 3,11.
Per edats la població es repartia de la següent manera: un 26% tenia menys de 18 anys, un 9,5% entre 18 i 24, un 23,7% entre 25 i 44, un 24% de 45 a 60 i un 16,8% 65 anys o més.
L'edat mediana era de 38 anys. Per cada 100 dones de 18 o més anys hi havia 94 homes.
Entorn del 15,8% de les famílies i el 22,4% de la població estaven per davall del llindar de pobresa.

## Poblacions més properes
El següent diagrama mostra les poblacions més properes.